# Pierre Cossette
Pierre Cossette (* 15. Dezember 1923 in Salaberry-de-Valleyfield, Québec; † 11. September 2009 in Montreal), eigentlich Pierre Maurice Joseph Cossette, war ein kanadischer Produzent von Broadwayaufführungen und Fernsehshows.

## Leben
Cossette wurde in Kanada geboren, verbrachte den größten Teil seiner Kindheit in Südkalifornien. Während des Zweiten Weltkriegs diente er in der United States Army und war in Deutschland eingesetzt. Nach dem Ende seines Wehrdienstes besuchte er die University of Southern California, wo er Journalismus studierte. Nach seinem Abschluss 1949 arbeitete er in Las Vegas als Künstleragent und Showproduzent. Er war unter anderem persönlicher Agent von Dick Shawn und Buddy Hackett und der Entdecker von Ann-Margret und produzierte Musikshows mit Andy Williams und Sammy Davis, Jr.
1962 produzierte er sein erstes Broadway-Stück, The Egg. In den 1990er Jahren produzierte er vier Musicals, nach zwei Nominierungen erhielt er 1999 den Tony Award.
Anfang der 1970er Jahre erwarb er die Fernsehrechte an den bereits seit 1959 jährlich verliehenen Grammy-Awards und produzierte die Show 35 Jahre. In dieser Zeit machte er diese zu einer der beliebtesten Preisshows im US-amerikanischen Fernsehen. Für die dreißigste Ausgabe der Grammy-Awards war er für den Emmy nominiert.
Cossette erlag in einem Krankenhaus in Montréal einem Herzversagen. Er war verheiratet und hatte zwei Kinder.

## Auszeichnungen
- 1988: Emmy-Nominierung für The 30th Annual Grammy Awards
- 1991: Tony Award für The Will Rogers Follies
- 1991: Drama Desk Award für The Will Rogers Follies
- 1998: Tony-Award-Nominierung für The Scarlet Pimpernel
- 1999: Tony-Award-Nominierung für The Civil War
- 2005: Stern auf dem Hollywood Walk of Fame, 6233 Hollywood Boulevard